# El Royal
"El Royal" (títol original en anglès "The Royale") és el dotzè episodi de la segona temporada de la sèrie de televisió de ciència-ficció estatunidenca Star Trek: La nova generació, i el 38è de tota la sèrie, que es va emetre originalment el 27 de març de 1989, en redifusió als Estats Units. Va ser escrit per Tracy Tormé (acreditat com a Keith Mills) i va ser dirigit per  Cliff Bole.
Ambientada al segle XXIV, la sèrie segueix les aventures de la tripulació de la nau de la Flota Estel·lar de la Federació Enterprise-D. En aquest episodi, Riker, Data i Worf queden atrapats en un hotel estrany d'un planeta que d'altra manera no seria capaç de mantenir la vida humana.

## Argument
Després d'un consell d'una nau klíngon, la nau estel·lar de la Federació Enterprise, sota el comandament del capità Jean-Luc Picard, troba restes d'una nau terrestre que orbita un planeta alienígena inhabitable. Una mostra de les deixalles transportades a bord mostra les marques de la NASA i una bandera dels Estats Units de 52 estrelles, que data el vaixell a mitjans i finals del segle XXI i estableix que havia viatjat molt més enllà de la capacitat dels vaixells d'aquella època. Les exploracions del planeta revelen una petita àrea anòmala capaç de suportar la vida humana, de manera que el comandant Riker, el tinent Worf i el tinent comandant Data es transporten per investigar i trobar una porta giratòria sol en un buit fosc. En entrar, es troben en un antic hotel i casino d'estil terrestre anomenat El Royal, on se'ls interromp el contacte amb l' Enterprise.
L'equip aviat descobreix que estan atrapats dins del casino, i després de fer diversos intents infructuosos de marxar, decideixen explorar l'edifici. En una habitació d'hotel, troben les restes dessecades però conservades del coronel Stephen Richey, un astronauta de la NASA, i una novel·la pulp titulada Hotel Royale. En llegir el diari de Richey, s'assabenten que la seva nau estel·lar s'havia llançat l'any 2037, havia estat contaminada accidentalment per una raça alienígena desconeguda, i després transportada a través d'un forat de cuc a través de la galàxia; va ser l'únic supervivent. Apiadant-se de Richey, els extraterrestres van crear The Royale per a ell, pensant que la història de la novel·la representava la forma de vida preferida dels humans, mentre que Richey la trobava insuportable gràcies a la mala qualitat de la novel·la. Hi va viure 38 anys fins a la seva mort, i les seves despulles porten 283 anys a l'habitació.
Riker, Data i Worf s'adonen que la trama ha estat recreada en detall pels extraterrestres i s'està desenvolupant al seu voltant, i suposen que podrien marxar si la història ho digués. Assumeixen el paper d'un trio d'inversors estrangers descrits a la novel·la, que finalment abandonen l'hotel després de comprar-lo per 12,5 milions de dòlars. Data comença a jugar a craps, utilitzant els seus guanys d'una visita anterior a la taula de blackjack, però aviat intueix que els daus estan carregats per afavorir la casa. Els comprimeix a la mà per reajustar la seva distribució de pes al seu favor, i després segueix una ratxa de victòries que fa saltar la banca i guanya més de 24 milions de dòlars. Aleshores, els tres oficials de la Flota Estel·lar s'anuncien com els inversors estrangers i compren l'hotel amb els seus guanys, donen la resta dels diners al personal i altres jugadors i se'n van tal com s'indica a la novel·la. Després de tornar a l' Enterprise, Riker i Picard especulen sobre la contaminació alienígena de la nau de Richey i com podria haver acabat tan lluny de la Terra. Picard pensa que tot l'incident és un trencaclosques que potser mai no seran capaços de resoldre, semblant al darrer teorema de Fermat.

## Repartiment i doblatge al català
La sèrie va ser doblada al català pels estudis Tramontana (primera part) i Soundtrack (segona part) i emesa a TV3 l’any 1991. Els dobladors de l'episodi foren:
| Personatge          | Actor/actriu     | Veu en català    |
| ------------------- | ---------------- | ---------------- |
| Jean-Luc Picard     | Patrick Stewart  | Joan Crosas      |
| William Riker       | Jonathan Frakes  | Antoni Forteza   |
| Data                | Brent Spinner    | Joaquim Sota     |
| Geordi La Forge     | LeVar Burton     | Aleix Estadella  |
| Worf                | Michael Dorn     | Enric Arquimbau  |
| Katherine Pulaski   | Diana Muldaur    | Núria Cugat      |
| Deanna Troi         | Marina Sirtis    | Victòria Pagès   |
| Wesley Crusher      | Will Wheaton     | Roger Pera       |
| Ajudant de direcció | Sam Anderson     | Toni Moreno      |
| Vanessa             | Jill Jacobson    | Marta Calvó      |
| Grum                | Leo Garcia       | Joan Pera        |
| 'Texas'             | Noble Willingham | Claudi Garcia    |
| 'Mickey D'          | Gregory Beecroft | Òscar Barberab   |
| Miles O'Brien       | Colm Meaney      | Xavier Fernàndez |

## Producció
L'episodi va ser escrit per Tracy Tormé sota el pseudònim de Keith Mills. Tormé va tenir el seu nom eliminat dels crèdits després que no estava satisfet amb les reescriptures. La seva idea original era un malson surrealista sobre un astronauta atrapat per sempre en el seu record més agradable.
L'episodi esmenta el darrer teorema de Fermat, i que encara no s'havia resolt després de 800 anys. Tanmateix, Andrew Wiles va trobar una demostració i publicada el 1995, sis anys després de l'emissió de l'episodi. La incongruència resultant a "El Royal" es va abordar més tard a l'episodi "Facets de Star Trek: Deep Space Nine).
A l'escena en què l'enginyer en cap Geordi La Forge explora el planeta, descriu la temperatura de la superfície com a −291°C (-17,85K), una temperatura negativa: per sota del zero absolut (−273,15°C), però més calent que qualsevol cosa amb una temperatura positiva. S'estima que el planeta esmentat té 72.000 milions d'anys terrestres, molt més antic que la mateixa univers (13.800 milions d'anys) i, malgrat l'expansió de l'univers desmenteix com encara es troba dins de l'horitzó de partícules (46.900 milions d'anys).

## Recepció
Zack Handlen de The A.V. Club ho va puntuar B i va escriure que l'episodi és "visible" però no està a l'altura dels seus records.
Keith R. A. DeCandido de Tor.com va puntuar l'episodi 5 sobre 10, però va admetre que personalment li va agradar molt a causa del seu kitsch deliberat, i que la soferta expressió facial de Picard mentre lluita per la novel·la és pura comèdia.
El 2019, Screen Rant va classificar "El Royal" com un dels deu episodis més divertits de Star Trek: La nova generació.